# Pamela Des Barres
Pamela Ann Miller conosciuta con il cognome dell'ex marito Des Barres (Reseda, 9 settembre 1948) è una scrittrice statunitense, ritenuta una delle groupie iconiche negli anni sessanta e settanta, autrice di Sto con la band. Confessioni di una groupie, considerato il manifesto sul groupismo.

## Biografia

### Infanzia e primo approccio con il rock
L'infanzia di Pamela fu un'infanzia felice, vissuta in California assieme al padre, un operaio e minatore, e la madre casalinga. Nella sua adolescenza, Pamela iniziò a idolatrare gli artisti dell'epoca, come The Beatles o Elvis Presley. Spesso assisteva ai concerti di diversi gruppi musicali, e quando, appena quattordicenne, le giunse notizia che i Rolling Stones avrebbero fatto tappa all'Ambassador Hotel di Los Angeles, Pam e un gruppo di amiche pensarono di aggirarsi nel backstage in cerca del loro idolo Mick Jagger. Il cantante aprirà loro la porta del bungalow, ma non è in questa occasione che Pamela scoprirà il suo animo groupie.

### La carriera da groupie
La giovane Pamela, ormai decisa a conquistare il leader degli Stones, iniziò ad avvicinarsi sempre più al mondo del rock’n’roll e, grazie ad un conoscente che le presentò diversi musicisti, cominciò a frequentare artisti come Captain Beefheart, Flying Burrito Brothers e Frank Zappa. Con quest'ultimo strinse anche una grande amicizia e diventò persino la babysitter dei suoi figli. Pamela divenne la groupie per eccellenza, stringendo diverse relazioni, più o meno durature, con il tanto agognato Mick Jagger, con il chitarrista dei Led Zeppelin Jimmy Page, col batterista degli Who Keith Moon, e con altri artisti come Nick St. Nicholas, Noel Redding, Chris Hillman, Gram Parsons, nonché con gli attori Brandon De Wilde, Michael Richards e Don Johnson. In Sto con la band ha inoltre raccontato di aver avuto un rapporto con Jim Morrison. Nel frattempo Pam coltivava le sue passioni dipingendo e facendo musica, assieme alle GTOs.

### The GTOs
Pamela ebbe anche una breve carriera da musicista nelle GTOs (acronimo di "Girl Together Outrageously", ragazze oltraggiosamente insieme), un gruppo tutto al femminile formato con l'aiuto dell'amico Frank Zappa. In realtà, nessun membro delle GTOs sapeva realmente suonare o cantare. Le loro performance erano perlopiù recitative e parlate, ma nonostante ciò pubblicarono anche un album, Permanent Damage, prodotto da Zappa e da Jeff Beck. Il gruppo si sciolse un mese dopo la pubblicazione del disco.

### Carriera da scrittrice
Fino a settembre 2010 ha tenuto la rubrica Backstage Pass per l'edizione italiana di Rolling Stone. Ha pubblicato quattro libri: Sto con la band (1987); Take another little piece of my heart, a groupie grows up (1993); Rock Bottom: Dark Moments in Music Babylon (2005) e Let's spend the night together (2007).

## Vita privata
Terminata l'esperienza delle GTOs e la vita da groupie, nel 1977 Pamela sposò il cantante e attore Michael Des Barres. I due ebbero un figlio nel 1978, Nicholas Dean, ma divorziarono nel 1991 a causa dei continui tradimenti di lui. Pamela è sopravvissuta ad un tumore al seno ed è una fanatica dello yoga.

## Opere
- Sto con la band (1987)
- Take another little piece of my heart, a groupie grows up (1993)
- Rock Bottom: Dark Moments in Music Babylon (2005)
- Let's spend the night together (2007)
- One Night Bands (2012)

## Filmografia
- 200 Motels (1971)
- Un duro al servizio della polizia (Slaughter's Big Rip-Off) (1973)
- Arizona Slim (1974)
- Kitty Can't Help It (1975)
- Taverna Paradiso (Paradise Alley) (1978)
- Human Feelings (1978)
- Mayor of the Sunset Strip (2003)

## Televisione
- Aspettando il domani (Search for Tomorrow) (1974-1975)
- Febbre d'amore (The Young and the Restless) (2011)